# قويوجق (أرومية)
قويوجق هي قرية في مقاطعة أرومية، إيران. يقدر عدد سكانها بـ 48 نسمة بحسب إحصاء 2016.